# フーベルトゥス・フォン・プロイセン
フーベルトゥス・フォン・プロイセン（Hubertus von Preußen, 1909年9月30日 - 1950年4月8日）は、プロイセン王国の王族。ドイツ国の空軍軍人。最後のドイツ皇太子ヴィルヘルムの三男で、ヴィルヘルム2世の孫の一人。

## 生涯

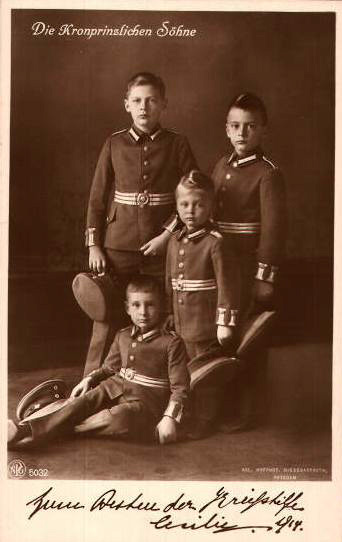
フーベルトゥス（下）とその兄弟

フーベルトゥスは1909年9月30日、ヴィルヘルムとメクレンブルク＝シュヴェリーン大公フリードリヒ・フランツ3世の娘ツェツィーリエ（1886年 - 1954年）の間に第三子としてポツダムの大理石宮殿で生まれた。全名はフーベルトゥス・カール・ヴィルヘルム（Hubertus Karl Wilhelm）。1918年のドイツ革命で帝政が廃止されると、フーベルトゥスは弟ともにシュレージエンのエルス（現ポーランドのドルヌィ・シロンスク県オレシニツァ）へ移った。
1934年にフーベルトゥスはフランクフルト・アン・デア・オーダーへ配備された歩兵連隊に入隊し、1939年に第二次世界大戦が勃発するとフーベルトゥスもポーランド侵攻に従軍した。しかし1940年に長兄ヴィルヘルムが戦死すると、元貴族たちから反発されることを避けたいアドルフ・ヒトラーはPrinzenerlassを定め、これによってフーベルトゥスも兵役を免除され、除隊した。
フーベルトゥスは1941年12月29日にマリア・アンナ・フォン・フンボルト＝ダッハローデン（Maria Anna von Humboldt-Dachroeden, 1916年 - 2003年）と結婚したが、1943年に離婚した。彼女との間に子供は生まれていない。彼は同年6月5日にハインリヒ36世・ロイス・ツー・ケストリッツの娘マグダレーナ・ロイス・ツー・ケストリッツ（1920年 - 2009年）と再婚し、彼女との間に二女をもうけた。
1947年からフーベルトゥスはラインガウ地方でブドウ園の経営をはじめた。次いで1950年に南西アフリカ（現ナミビア）へ移住して農園の経営を計画した。しかし彼は虫垂炎に罹り、1950年4月8日に南西アフリカのウィントフックで死去した。遺体はホーエンツォレルン城のザンクト・ミヒャエル稜堡（St. Michaels-Bastei）に埋葬されている。

## 子女
- アナスタジア（1944年 - ）レーヴェンシュタイン＝ヴェルトハイム＝ローゼンベルク侯家家長アロイス・コンスタンティン（ドイツ語版）夫人
- クリスティーネ（1947年 - 1966年）